# 森川キャサリーン事件
森川キャサリーン事件（もりかわキャサリーンじけん）は、海外旅行の計画を立てた日本在住の定住外国人が、海外旅行から日本へ戻る際の入国手続で必要となる日本政府の事前の再入国許可を、出発前にあらかじめ用意するべく法務大臣に対して申請したものの、不許可となり事実上日本から一時出国することが困難となったため、その不許可処分の取消しと国家賠償を求めた事件である。憲法学においては、外国人の人権保障の範囲に関する事例の一つである。

## 事件の概要
日本人と結婚したアメリカ人である原告が、韓国への一時旅行時に、現に保有する日本の在留資格を継続保持するために必要となる再入国許可を法務大臣に対し申請したところ、外国人に対し（当時）義務付けられている外国人登録原票への指紋押捺を拒否していたことを理由として不許可となったため、処分の取消しと国家賠償を請求し提訴した。

## 判旨
海外旅行は当然その最初の出発地（居住地）へ帰国（入管法上、「帰国」は日本人の行う日本への再入国を表す用語であり、外国人の場合は正式には「再入国」又は「上陸許可（再）」と表現）することが前提となる。そこで、外国人の海外旅行からの「帰国」の自由すなわち再入国の自由が、憲法上保障されるかが争点とされた。
最高裁判所は、1992年（平成4年）11月16日の判決において、国際慣習法上、国家は外国人を受け入れる義務はなく、特別の条約がない限り、外国人を自国内に受け入れるかどうか、また、これを受け入れる場合にいかなる条件を付するかを、当該国家が自由に決定することができるとして、外国人には「再入国の権利」および「海外旅行の自由」が憲法上保障されていないと判決した。